# Ruslan Mashurenko
Ruslan Mashurenko (né le 13 mars 1971) est un judoka ukrainien. Il participe aux Jeux olympiques d'été de 2000 dans la catégorie des poids moyens et remporte la médaille de bronze.

## Palmarès

### Jeux olympiques
- Jeux olympiques de 2000 à Sydney,  Australie
  -  Médaille de bronze